# 関根幸太朗
関根 幸太朗（せきね こうたろう、1997年12月11日 - ）は、日本のプロボクサー。埼玉県久喜市出身。ワタナベボクシングジム所属。

## 来歴
花咲徳栄高校、拓殖大学を経て、ワタナベボクシングジムでデビュー。
2021年9月22日のプロデビュー戦は2回TKO勝ち。
2021年東日本スーパーライト級新人王として、西軍代表山下玄輝を相手に2回2分26秒KO勝ちで全日本新人王とMVPを獲得。
2022年7月9日、エスフォルタアリーナ八王子で佐々木尽と64.5kg契約6回戦で対戦し、ダウン応酬の末に6回0-1（55-57、56-56×2）で引き分けた。
2022年11月17日、後楽園ホールでキティポン・モンコンサワットカセムと対戦し、2回25秒TKO勝ちを収めた。
2024年1月26日、セブ島のNUSTAR RESORT&CASINOで開催された「TREASURE BOXING PROMOTION 5」にてアル・トヨゴンと対戦し、6回2分37秒TKO勝ちを収めた。
2024年10月26日、後楽園ホールで日本スーパーライト級2位の渡来美響と日本同級最強挑戦者決定戦を行うも、レフェリーストップにより4回2分49秒TKO負けを喫し王者の李健太への挑戦権を獲得できなかった。
2025年6月30日、後楽園ホールで日本スーパーライト級10位の富岡樹と対戦するも、6回で偶然のバッティングにより右瞼をカットし出血、2度のドクターチェックの末に試合続行不可となり、6回0-3（56-58、55-59×2）の負傷判定負けを喫し再起ならず。

## 戦績
- アマチュアボクシング - 38戦18勝20敗（5KO）
- プロボクシング - 12戦 9勝（8KO）2敗 1分

| 戦           | 日付           | 勝敗 | 時間    | 内容        | 対戦相手                         | 国籍       | 備考                                       |
| ------------ | -------------- | ---- | ------- | ----------- | -------------------------------- | ---------- | ------------------------------------------ |
| 1            | 2021年9月22日  | ☆    | 2R      | TKO         | 横田大樹(REBOOT.IBA)             | 日本       | プロデビュー戦                             |
| 2            | 2021年12月19日 | ☆    | 1R      | TKO         | 鳴海拓郎(RK蒲田)                 | 日本       | 2021年度東日本スーパーライト級新人王決勝   |
| 3            | 2022年2月6日   | ☆    | 2R      | KO          | 山下玄輝(結花)                   | 日本       | 2021年度全日本スーパーライト級新人王決定戦 |
| 4            | 2022年7月9日   | △    | 6R      | 判定0-1     | 佐々木尽（八王子中屋）           | 日本       | 64.5kg契約6回戦                            |
| 5            | 2022年11月17日 | ☆    | 2R      | TKO         | キティポン・モンコンサワトタセム | タイ       |                                            |
| 6            | 2023年4月16日  | ☆    | 2R      | KO          | 三好竜太(KWORLD3)                | 日本       |                                            |
| 7            | 2023年7月20日  | ☆    | 3R      | TKO         | イ・チョンヘ                     | 韓国       |                                            |
| 8            | 2023年9月22日  | ☆    | 8R      | 判定3-0     | 兒玉麗司（三迫)                  | 日本       |                                            |
| 9            | 2024年1月26日  | ☆    | 6R      | TKO         | アル・トヨゴン                   | フィリピン |                                            |
| 10           | 2024年6月7日   | ☆    | 1R      | KO          | パラミン・セーンパック           | タイ       |                                            |
| 11           | 2024年10月26日 | ★    | 4R 1:49 | TKO         | 渡来美響 （三迫)                 | 日本       | 日本スーパーライト級挑戦者決定戦           |
| 12           | 2025年6月30日  | ★    | 6R 2:23 | 負傷判定0-3 | 富岡樹（角海老宝石）             | 日本       |                                            |
| テンプレート |                |      |         |             |                                  |            |                                            |

## 獲得タイトル
- 全日本スーパーライト級新人王 MVP